# دومينيك ديجاكوفيتش
كريستوفر جيمس كريس ديجاك من مواليد (23 أبريل 1987) هو مصارع محترف في اتحاد دبليو دبليو إي باسم «تي بار» وهو عضو في فريق Retribution مع مصطفى علي في عرض الرو الاسبوعي.

## حياته
بَرعَ كريستوفر في كرة القدم حيث تم تجنيده بشكل كبير من برامج كرة القدم، وحصل كريستوفر على جوائز شرف في الدوريات.